# Marie-Éléonore de Brandebourg
Titre
Reine consort de Suède et de Finlande
25 novembre 1620 – 6 novembre 1632
(11 ans, 11 mois et 12 jours)
Marie-Éléonore de Brandebourg (en allemand : Maria Eleonora von Brandenburg), née le 11 novembre 1599 à Königsberg (duché de Prusse) et morte le 28 mars 1655 à Stockholm (Suède-Finlande) fut reine consort de Suède et de Finlande de 1620 à 1632. 

## Biographie
Fille de l'électeur de Brandebourg Jean-Sigismond de Hohenzollern et d'Anne de Prusse, Marie-Éléonore de Brandebourg naît le 11 novembre 1599 à Königsberg (duché de Prusse), dans une famille qui connut dans le passé, chez certaines personnes, des crises de folies du côté paternel et maternel. Par exemple, son grand-père maternel Albert-Frédéric qui connut des crises cyclothymiques. Dans cette atmosphère, Marie-Éléonore héritera de sa famille des problèmes psychologiques.  
Elle épouse à Stockholm le 25 novembre 1620 Gustave II Adolphe et donne naissance, le 8 décembre 1626, à celle qui deviendra, à peine 6 ans plus tard, Christine de Suède.
Ayant déjà lors des premières années de son mariage une certaine propension à l'étrangeté, Gustave-Adolphe précise à plusieurs reprises qu'au cas où il mourrait à la guerre Marie-Éléonore ne devait avoir aucun droit à la régence ou même à l'éducation de sa fille ; il prévoit plutôt un Conseil de Régence formé de plusieurs hommes de confiance.
Gustave-Adolphe II mourut le 6 novembre 1632 sur le champ de bataille de Lützen ; la nouvelle prit plus d'un mois avant de parvenir à la cour. Faisant valoir ses droits de veuve du roi, Marie-Éléonore parvient tout de même à garder une solide emprise sur sa fille pendant les premières années de la régence, jusqu'à ce qu'Axel Oxenstierna (le chancelier, membre du Conseil de Régence) y mette un terme à son retour de la guerre.
Il avait déjà ordonné auparavant que la veuve royale cède le corps de son mari, qu'elle refusait de voir enterrer de son vivant ; en effet, la dépouille de Gustave-Adolphe n'est enterrée qu'en juillet 1634 à Stockholm. Elle conserva néanmoins son cœur au chevet de son lit. Pour souligner sa peine, elle fonda l'"ordre royal de la Fidélité triomphante" (dont l'emblème, suspendu à un ruban noir, s'ornait d'un cœur et d'un cercueil.).
Les péripéties concernant cette reine à demi-folle ne se terminèrent pas là; elle fut assignée à résidence à Gripsholm, d'où elle écrivit de nombreuses lettres à sa fille, tour à tour plaintives, autoritaires ou enjôleuses. Elle fuit la surveillance dont elle est l'objet en se réfugiant auprès du roi Christian IV de Danemark, ennemi héréditaire de la Suède.
Elle ne reverra sa fille que huit ans plus tard, alors qu'elle recevra son pardon et sera autorisée à rentrer en Suède.
Elle mourut le 28 mars 1655 à Stockholm.

## Personnalité
Marie était une très belle jeune femme, aux cheveux blonds, aux yeux bleus et à la peau blanche. Cependant, elle était névrosée, sensible, vive et un peu cruelle.